# مسجد باغ گلابدان
مسجد باغ گلابدان مربوط به دوره دوره معاصر اوایل دوران دوره پهلوی است و در تفت، محله باغ گلابدان واقع شده و این اثر در تاریخ ۱۵ دی ۱۳۸۷ با شمارهٔ ثبت ۲۴۳۵۲ به‌عنوان یکی از آثار ملی ایران به ثبت رسیده است.